# シェリル・リン
シェリル・リン（Cheryl Lynn、本名：Lynda Cheryl Smith、1957年3月11日 - ）はアメリカの女性歌手。

## 人物・来歴
ロサンゼルス出身。幼い頃から教会でゴスペルを歌っていた。当初、歌手になるつもりはなかったが、黒人ミュージカルの『ザ・ウィズ』の巡業チームに参加。
1976年、かつて同じグループで歌っていたデルバート・ラングストンの薦めにより、『ザ・ゴングショー』というオーディション番組に出演して優勝。この番組は審査が厳しく審査員もうるさいことで知られていたが、彼女は300点という最高得点を獲得し、司会者のチャック・バリスや審査員を唸らせ絶賛された。後にチャック・バリスは「L・A・ヘラルド・イグザミナー」紙で、4000人近く見聴きした中でシェリル・リンは最高の存在であると評した。これによりメジャー・デビューの話が次から次へと舞い込んできたが、彼女自身はこの事態を静観しデビューすることをかなり躊躇していたが、周囲の説得からようやくCBSソニーと契約し、1978年にデビューした。
デヴィッド・ペイチとデヴィッド・フォスターがプロデュースしたデビュー曲の「トゥー・ビー・リアル」（Got To Be Real）は当時のディスコ・ブームに乗ってヒットを記録した。この曲は現在もディスコ・クラシックとして親しまれている。その後も「イン・ザ・ナイト」などのヒットを放った。
なお、“シェリル・リン”の芸名の由来は、デヴィッド・ペイチの父親でアレンジャーのマーティ・ペイチがTOTOのデビュー・アルバムのバッキング・ボーカルに起用しようと電話でコンタクトを取った時に、本名の「リンダ・シェリル」を記憶違いで「シェリル・リン」と逆に覚えていたことから。その方が覚えやすくてキャッチーだとされたことによる。
1990年代に入るとレーベル契約がなく不遇で、リチャード・マークスやルーサー・ヴァンドロスのアルバムでバック・ボーカルを務めた。一方、日本では洋楽のダンス・ミュージックがブームになったこともあり、1995年にavex traxから日本独自企画のオリジナル・アルバム『グッド・タイム』を発売した。
2010年に、大友康平の30周年記念プロジェクト『コラボ×3』にて、『My Precious fet.Cheryl Lynn』をダウンロード発売。

## ディスコグラフィ

### スタジオ・アルバム
- 『シェリル・リン』 - Cheryl Lynn (1978年)
- 『イン・ラヴ』 - In Love (1980年)
- 『イン・ザ・ナイト』 - In The Night (1981年)
- 『インスタント・ラヴ』 - Instant Love (1982年)
- 『プレッピー』 - Preppie (1983年)
- 『ゴナ・ビー・ライト』 - It's Gonna Be Right (1985年)
- 『スタート・オーヴァー』 - Start Over (1987年)
- 『ホワットエヴァー・イット・テイクス』 - Whatever It Takes (1989年)
- 『グッド・タイム』 - Good Time (1995年)

## 備考
「Got To Be Real」は、後にDREAMS COME TRUEの「決戦は金曜日」とSING LIKE TALKING の「Rise」に影響を与えた。